# 圣母领报主教座堂 (罗得)
圣母领报主教座堂（希臘語：Μητροπολιτικού Ναού του Ευαγγελισμού της Θεοτόκου）是一个正教会的主教座堂，位于希腊罗得岛罗得城北部的新城海港边，属于罗得总教区。
该堂建于1924-1925年意大利统治时期，原为天主教圣若瑟堂（chiesa di San Giovanni），由意大利建筑师 Rodolfo Petracco和Florestano Di Fausto设计。.